# Дворцовая мечеть в Баку
Дворцовая мечеть в Баку (азерб. Saray məscidi) — мечеть XV века, входящая в комплекс дворца Ширваншахов в Баку.

## Архитектура
План мечети — прямоугольный. Имеются большой зал, небольшая женская молельня и служебные комнаты. Северный портал, обращенный к усыпальнице ширваншахов, более торжествен, чем восточный. Последний был предназначен для обитателей дворца, проходивших по полуподземному проходу.

### Интерьер
Двусветный молельный зал покрыт куполом на сферических парусах. Михраб находится в южном торце зала. Над односветной женской молельней тоже расположено купольное завершение, уступающее размерами куполу зала и повторяя его очертания. На строгом фоне призматического объема, завершенного двумя куполами со слегка заостренными скуфьями, чётко рисуется глубоко затененный проём портала мечети.

### Минарет
Ствол минарета опоясывает надпись, вязь, которая содержит дату 845 год (1441/42). Детали сталактитов шерефе тонко промоделированы.

## Галерея
- Минарет мечети
- Интерьер мечети
- Михраб
- Надпись на стволе минарета